# Vinelloidea
Vinelloidea es un género de foraminífero bentónico de la subfamilia Nubeculinellinae, de la familia Nubeculariidae, de la superfamilia Cornuspiroidea, del suborden Miliolina y del orden Miliolida. Su especie tipo es Vinelloidea crussolensis. Su rango cronoestratigráfico abarca el Oxfordiense (Jurásico superior).

## Discusión
Clasificaciones más recientes incluyen Vinelloidea en la superfamilia Nubecularioidea.

## Clasificación
Vinelloidea incluye a las siguientes especies:
- Vinelloidea buchenroderi †
- Vinelloidea crussolensis †